# Basketball Bundesliga de 1967–68
A Temporada 1967–68 da Basketball Bundesliga foi a 2.ª edição da principal competição de basquetebol masculino na Alemanha. A equipe do MTV 1846 Gießen de Hesse conquistou o seu terceiro título nacional.

## Equipes participantes
| Norte                   | Norte         | Sul                    | Sul               |
| Clube                   | Localização   | Clube                  | Localização       |
| ----------------------- | ------------- | ---------------------- | ----------------- |
| VfL Osnabrück           | Osnabruque    | MTV 1846 Giessen       | Giessen           |
| ATV 77 Düsseldorf       | Dusseldórfia  | TSV Schwaben Augsburg  | Augsburgo         |
| TuSA 06 Düsseldorf      | Dusseldórfia  | TSV 1860 München       | Munique           |
| TV Grafenberg           | Dusseldórfia  | FC Bayern München      | Munique           |
| SSV Hagen               | Hagen         | USC München            | Munique           |
| Neuköllner Sportfreunde | Berlim        | BC Darmstadt           | Darmstadt         |
| Oldenburger TB          | Oldemburgo    | Heidelberger TV 1846   | Edelberga         |
| ASC Gelsenkirchen       | Gelsenkirchen | USC Heidelberg         | Edelberga         |
| MTV Wolfenbüttel        | Volfembutel   | Eintracht Frankfurt    | Frankfurt am Main |
| Post-SV Hannover        | Hanôver       | PSV Grünweiß Frankfurt | Frankfurt am Main |

|  |                                                 |
|  | Promovido da Regionalliga na temporada anterior |

## Classificação Fase Regular

### Grupo Norte
|  | Pos. | Clube                   | Pts   | Pts+ : Pts- | Classificação                   |
|  | ---- | ----------------------- | ----- | ----------- | ------------------------------- |
|  | 1    | VfL Osnabrück           | 32:4  | 1428:1111   | Classificados para segunda fase |
|  | 2    | ATV 77 Düsseldorf       | 31:5  | 1417:1130   | Classificados para segunda fase |
|  | 3    | MTV Wolfenbüttel        | 22:14 | 1112:1012   |                                 |
|  | 4    | SSV Hagen               | 21:15 | 1305:1264   |                                 |
|  | 5    | TuSA 06 Düsseldorf      | 18:18 | 1276:1263   |                                 |
|  | 6    | Neuköllner Sportfreunde | 15:21 | 1049:1181   |                                 |
|  | 7    | Oldenburger TB          | 14:22 | 1125:1246   |                                 |
|  | 8    | ASC Gelsenkirchen       | 12:24 | 1087:1246   |                                 |
|  | 9    | TV Grafenberg           | 8:28  | 1145:1372   | Rebaixados                      |
|  | 10   | Post-SV Hannover        | 7:29  | 1142:1261   |                                 |

### Grupo Sul
|  | Pos. | Clube                  | Pts   | Pts+ : Pts- | Classificação               |
|  | ---- | ---------------------- | ----- | ----------- | --------------------------- |
|  | 1    | MTV 1846 Giessen       | 33:3  | 1403:1116   | Classificados para Playoffs |
|  | 2    | USC Heidelberg         | 28:8  | 1338:1179   | Classificados para Playoffs |
|  | 3    | PSV Grünweiß Frankfurt | 25:11 | 1471:1344   |                             |
|  | 4    | FC Bayern München      | 18:18 | 1306:1216   |                             |
|  | 5    | Heidelberger TV 1846   | 15:21 | 1238:1296   |                             |
|  | 6    | Eintracht Frankfurt    | 14:22 | 1179:1292   |                             |
|  | 7    | USC München            | 13:23 | 1140:1214   |                             |
|  | 8    | BC Darmstadt           | 12:24 | 1225:1418   |                             |
|  | 9    | TSV 1860 München       | 12:24 | 1226:1326   | Rebaixados                  |
|  | 10   | TSV Schwaben Augsburg  | 10:26 | 1114:1239   | Rebaixados                  |

|  |                                                   |
|  | Campeão da Copa da Alemanha na temporada anterior |
|  | Campeão da BBL na temporada anterior              |

## Final
|  | Semifinais        | Semifinais      | Semifinais | Semifinais |    |               | Final | Final |
|  |                   |                 |            |            |    |               |       |       |
|  | VfL Osnabrück     | 75              | 70         | 145        |    |               |       |       |
|  | USC Heidelberg    | 55              | 60         | 115        |    |               |       |       |
|  | USC Heidelberg    | 55              | 60         | 115        |    | VfL Osnabrück | 69    |       |
|  |                   |                 |            |            |    | VfL Osnabrück | 69    |       |
|  |                   | MTV 1846 Gießen | 79         |            |    |               |       |       |
|  | MTV 1846 Gießen   | MTV 1846 Gießen | 79         | 91         | 83 | 174           |       |       |
|  | MTV 1846 Gießen   |                 |            | 91         | 83 | 174           |       |       |
|  | ATV 77 Düsseldorf | 58              | 79         | 137        |    |               |       |       |

## Campeões da Basketball Bundesliga (BBL) 1967–68
| Campeões da BBL 1967–68    |
| -------------------------- |
| MTV 1846 Gießen 3.º título |

## Clubes rebaixados para a Regionalliga
- TV Grafenberg
- TSV 1860 München
- TSV Schwaben Augsburg

## Clubes alemães em competições europeias
| Clube           | Competição        | Resultado                                                     |
| --------------- | ----------------- | ------------------------------------------------------------- |
| MTV 1846 Gießen | Copa dos Campeões | Eliminado na Segunda Fase por Maccabi Tel Aviv (72-84;62-105) |
| VfL Osnabrück   | Recopa Europeia   | Eliminado na Primeira Fase por Slavia VŠ Praha (77-88;51-90)  |